# Rode Dorp (Den Haag)

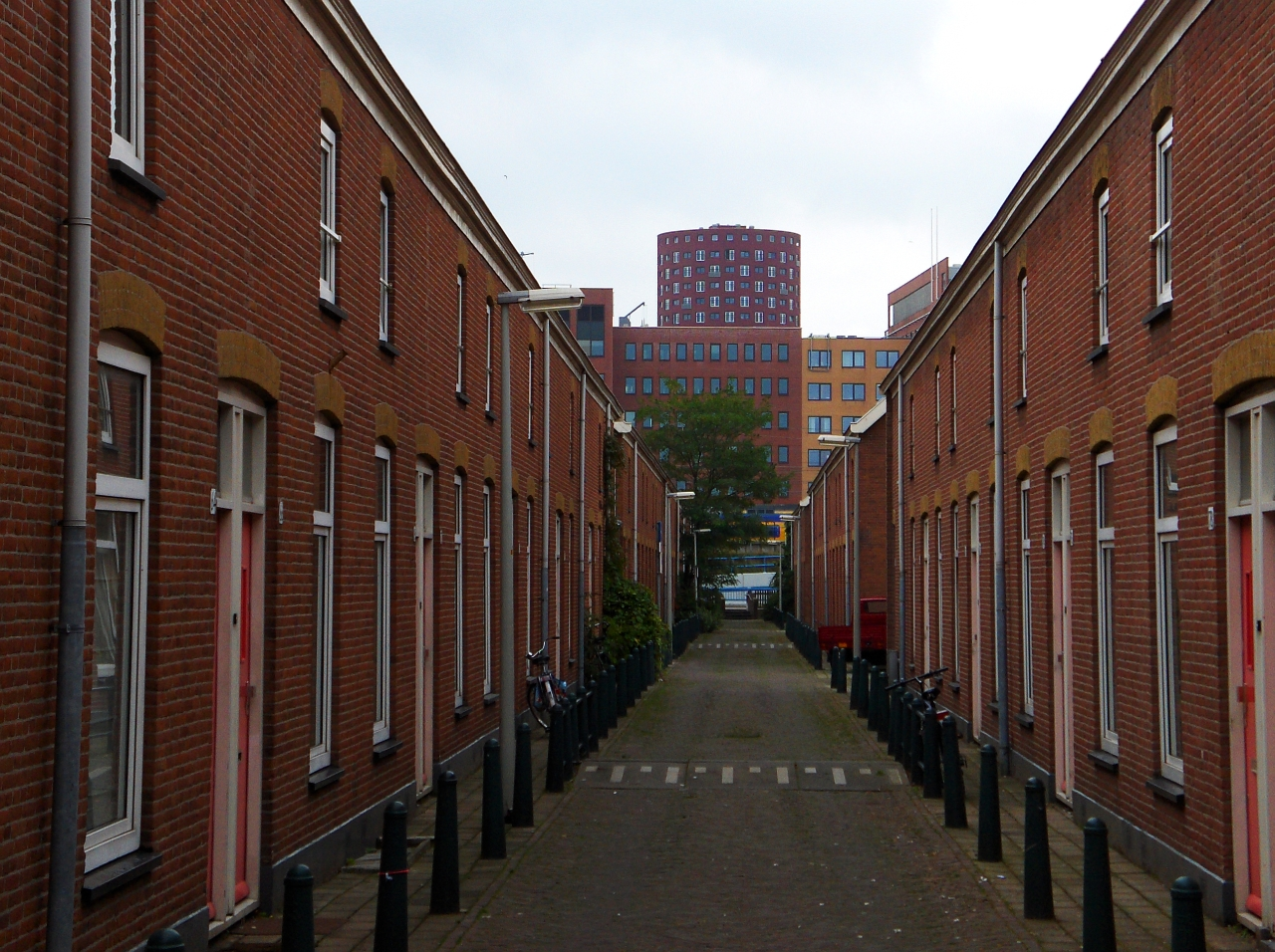
Een van de straatjes in het Rode Dorp, gezien vanaf de Hoefkade, richting Parallelweg.

Het Rode Dorp is een buurtje in de wijk Stationsbuurt, buurt Huygenspark, niet ver van de Schilderswijk in Den Haag. 
Het Rode Dorp werd op initiatief van de in 1854 opgerichte Vereeniging tot Verbetering der Woningen van de Arbeidende Klasse te ’s-Gravenhage gebouwd. Hiertoe was in 1872 een stuk grond aan de Hoefkade aangekocht. Met de bouw werd in 1873 gestart, en de woningen werden in 1874 opgeleverd. De woningen werden opgetrokken in lichtroze steen met rode dakpannen, waaraan het buurtje de naam ontleent. Het lag destijds midden in de weilanden bij het station Hollands Spoor en ijzergieterijen De Prins van Oranje en L.J. Enthoven. Het Rode Dorp staat niet op een monumentenlijst of in architectonische overzichtslijsten. Het ligt tussen de Parallelweg en de Hoefkade. 

## Muurschilderingen
In 1988 heeft de Haagse kunstschilder Hermanus Berserik vier muurschilderingen aangebracht op de gevels van de woningen:'De Pop', 'De Trein', 'De Kruidenier' en 'De Poppenkast'. Alleen van de eerste twee zijn er na de renovatie van het Rode Dorp in 2014 nieuwe versies gemaakt en aan de kopgevels aan de kant van de Parallelweg van het Rode Dorp teruggehangen.

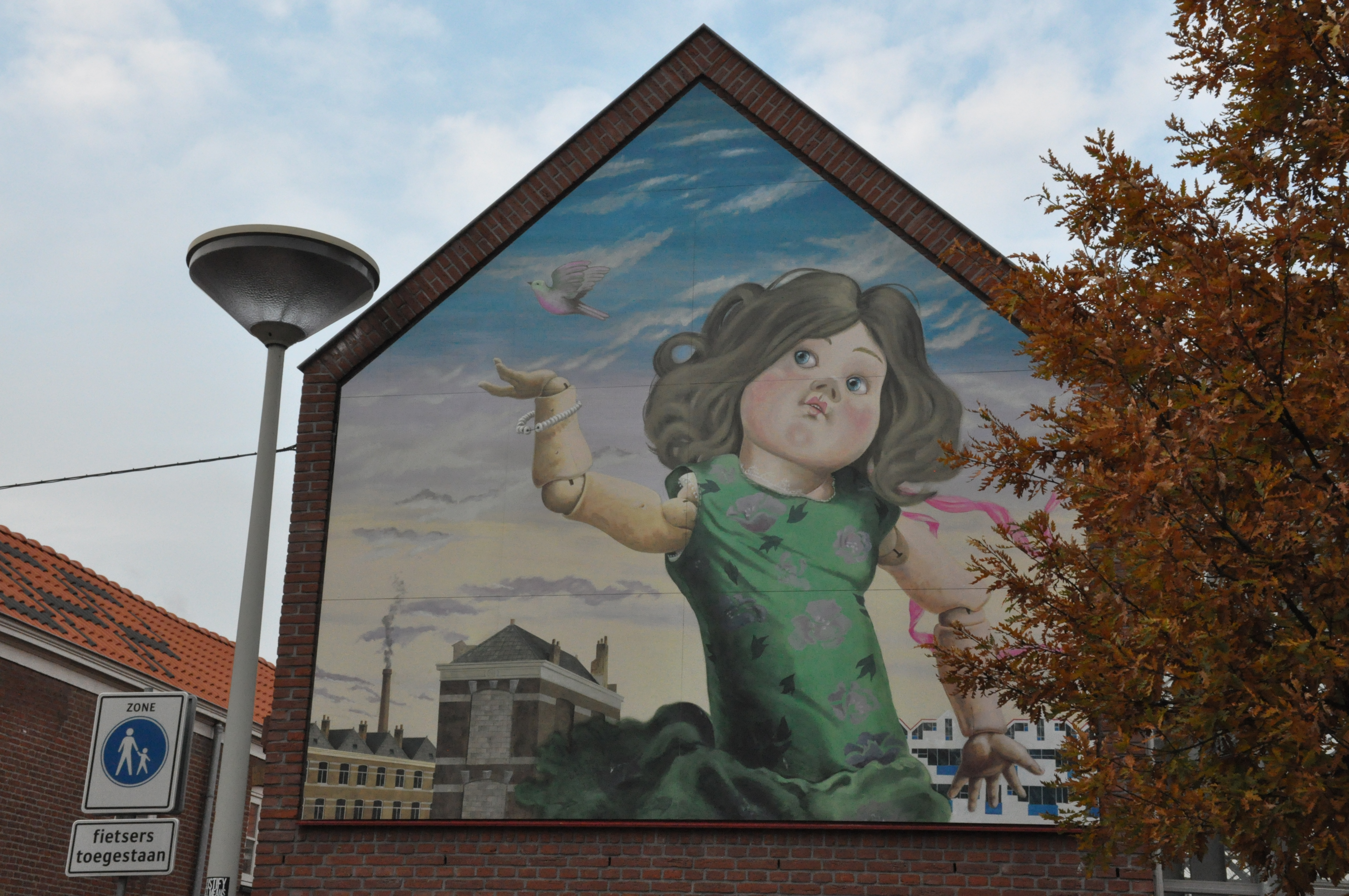
Muurschildering H. Berserik, na restauratie.

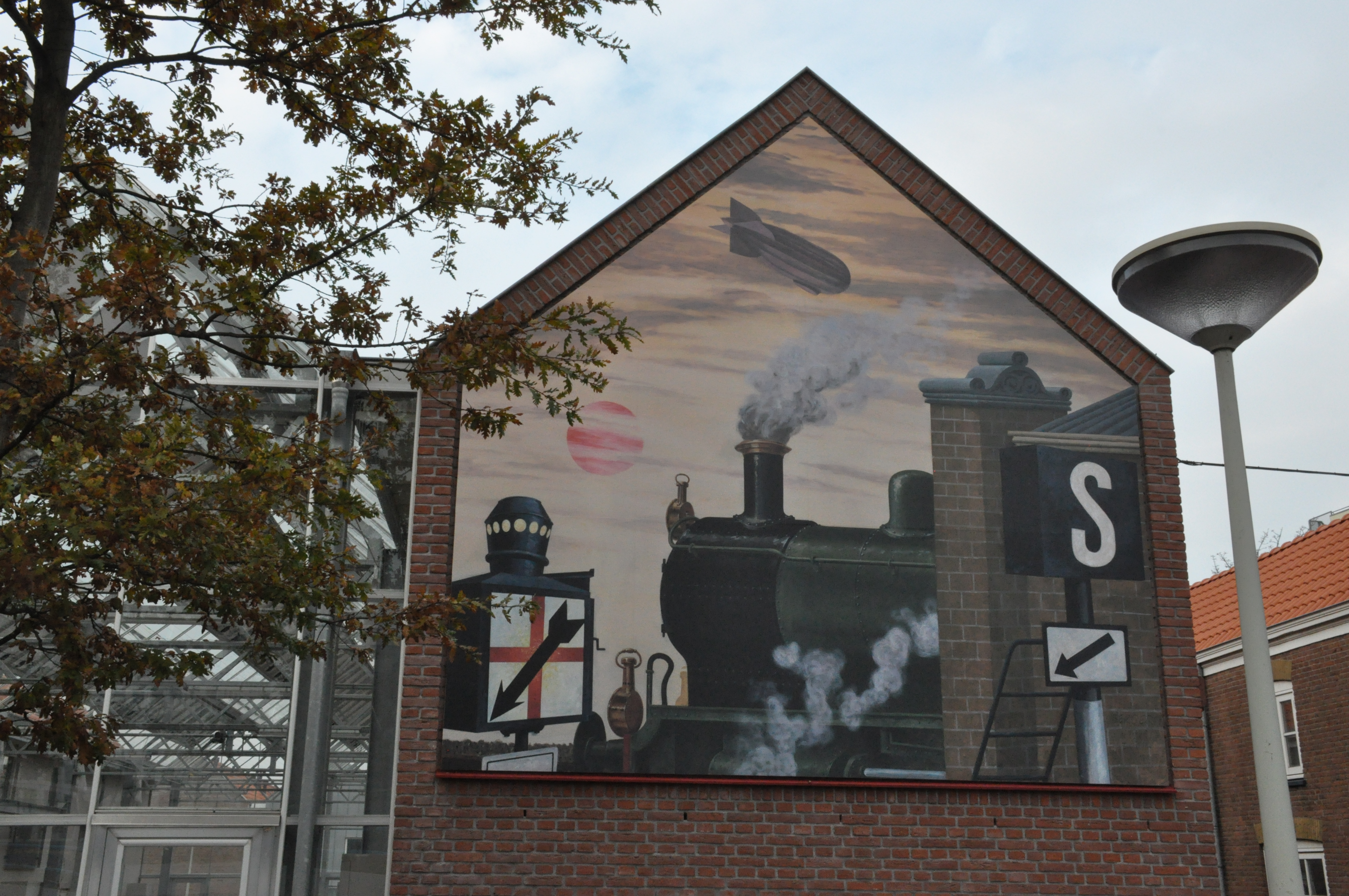
Muurschildering H. Berserik, na restauratie

## Renovatie
In 2008 stelde de gemeenteraad de Gebiedsvisie Hollands Spoor vast, dat onder meer inhield dat het Rode Dorp zou sneuvelen in de ambitieuze ontwikkelingsplannen van de gemeente, mede doordat de woningen niet meer voldeden aan de eisen van de tijd. De plannen bleken echter financieel niet haalbaar. Het Rode Dorp bleef gespaard op een aantal woningen na, en werd ingrijpend gerenoveerd. De overgebleven woningen werden in opdracht van Staedion door Braaksma & Roos Architectenbureau verbouwd tot studentenwoningen. Studenten  van de TU Delft en de Haagse Hogeschool werden bij dit project betrokken.
Dit deel van Den Haag kent nog twee soortgelijke buurtjes: het Van Ostadehof en 't Fort. 